# Delia brunnescens
Delia brunnescens är en tvåvingeart som först beskrevs av Zetterstedt 1845.  Delia brunnescens ingår i släktet Delia och familjen blomsterflugor.
Artens utbredningsområde är Sverige. Arten är reproducerande i Sverige. Inga underarter finns listade i Catalogue of Life.